# Lariscus insignis
Lariscus insignis là một loài động vật có vú trong họ Sóc, bộ Gặm nhấm. Loài này được F. Cuvier mô tả năm 1821.